# Lesifotós

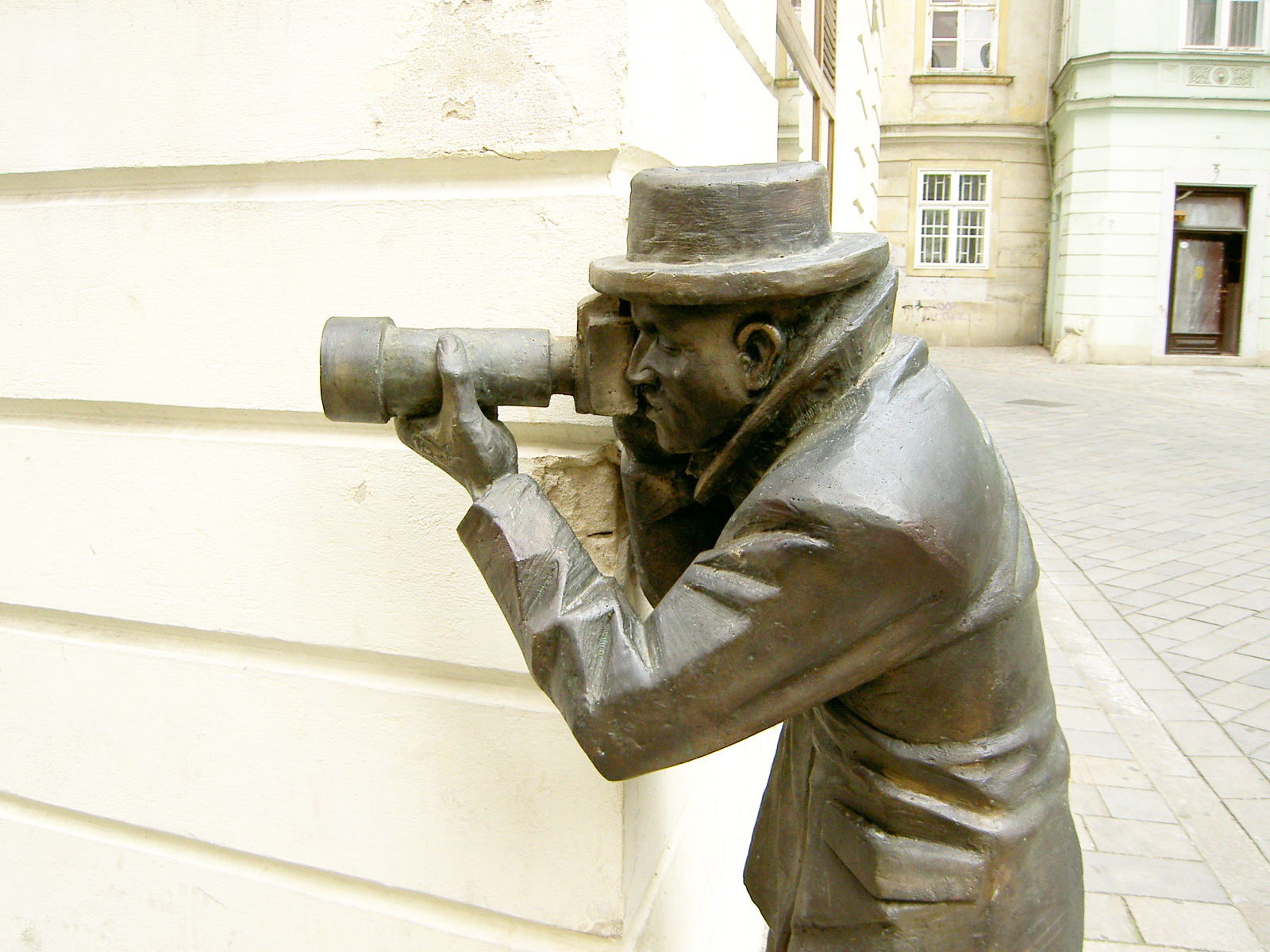
A lesifotós szobra Pozsonyban

A lesifotós (olaszul: paparazzo) olyan újságíró vagy fotóriporter, aki rendszerint hírességekről: filmsztárokról, politikusokról, sportolókról vagy egyéb ismert személyekről, illetve azok családjáról, környezetéről készít a valóságot kozmetikázatlanul bemutató fényképet. A lesifotó a „célszemély” számára jellemzően váratlanul, esetleg titokban, engedélye nélkül vagy kifejezett tiltása ellenére készül. Hanyatló népszerűségű hírességek újabban készíttetnek magukról ál-lesifotókat is.[forrás?]

## A szó eredete
Az olasz paparazzo kifejezés Federico Fellini Az édes élet (1960) című filmjének egyik szereplője, egy Paparazzo nevű fotós megjelenése óta használatos. A szereplőt Walter Santesso alakította. A paparazzi a szó többes száma.

## A lesifotó jellemzői
A lesifotó lényege a spontaneitásban van. A fotós olyan pillanatban örökíti meg alanyát, amikor az nem számít rá. Ennek a technikának a segítségével a közönség olyan oldaláról ismerheti meg a sztárt, amelyet a hivatalos, megrendezett fotózások elrejtenek. A képek értékét így nem a beállítás, a technikai tudás, sokkal inkább az alany magánéletéről közölt többletinformáció jelenti. A lesifotók elsődleges közlője a bulvármédia. Lesifotót készíthet magánszemély és profi fotós egyaránt. A hivatásos lesifotósok jellemzően független vállalkozók, akik nem kötődnek egyetlen médiaszervezethez sem.
Tevékenységüket gyakran bírálják, mert a képek készítése érdekében olykor átlépnek írott (jogi) és íratlan (erkölcsi) szabályokat. A lesifotós általában alanya személyiségi jogait, elsősorban a magánélet szentségét sérti meg, de előfordult már birtokháborítás is. A hivatásos lesifotósok gyakran „falkában” követik a kiszemelt sztárt, megörökítve minden pillanatát. Jellemző a teleobjektív használata is, amelynek segítségével a fotósok beleshetnek például alanyuk kertjébe.
A lesifotó értékét növeli, ha olyasvalaki látható rajta, aki ritkán jelenik meg a nyilvánosság előtt vagy az ismert ember életének rejtett, intim, kellemetlen, esetleg eltitkolni szándékozott pillanatát örökíti meg.

## Lesifotósok a célkeresztben
A lesifotósokkal kapcsolatos vita egyik fontos állomása volt Diána walesi hercegné és szerelme, az egyiptomi Dodi al-Fayed közlekedési balesete 1997. augusztus 31-én. A pár Párizsban, az Alma rakpart közúti aluljárójában halt szörnyet, amikor a lesifotósok elől menekült. A hivatalos vizsgálat a sofőr alkoholos befolyásoltságát és ebből eredő felelősségét állapította meg, a járművet motoron üldöző fotósok közül senkit sem vontak felelősségre.